# بيلوس

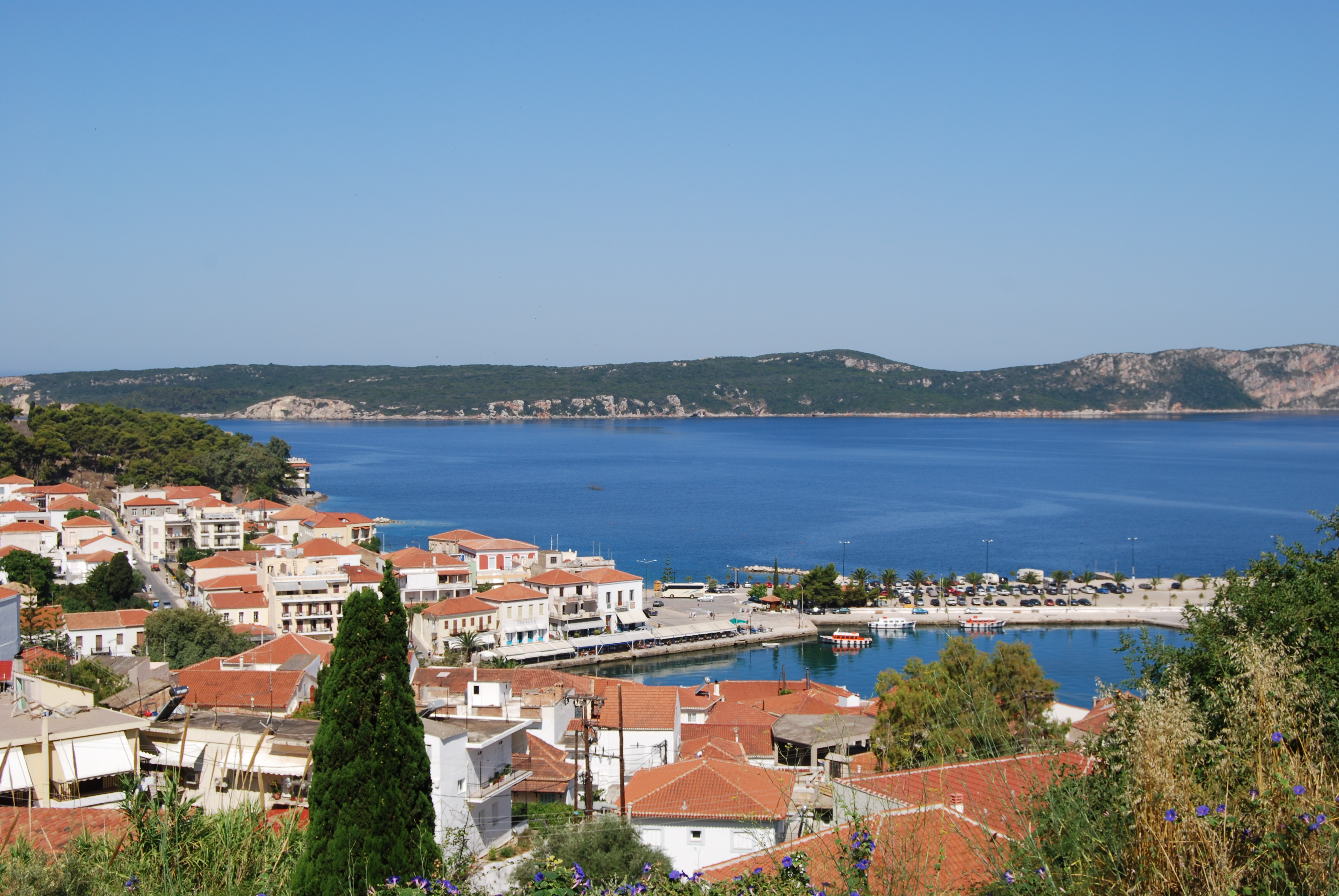
بيلوس

بيلوس (باليونانية: Πύλος)‏ هي مدينة في ميسينيا في مقاطعة كينتريكي إلادا في اليونان.